# Mura di Ferrara

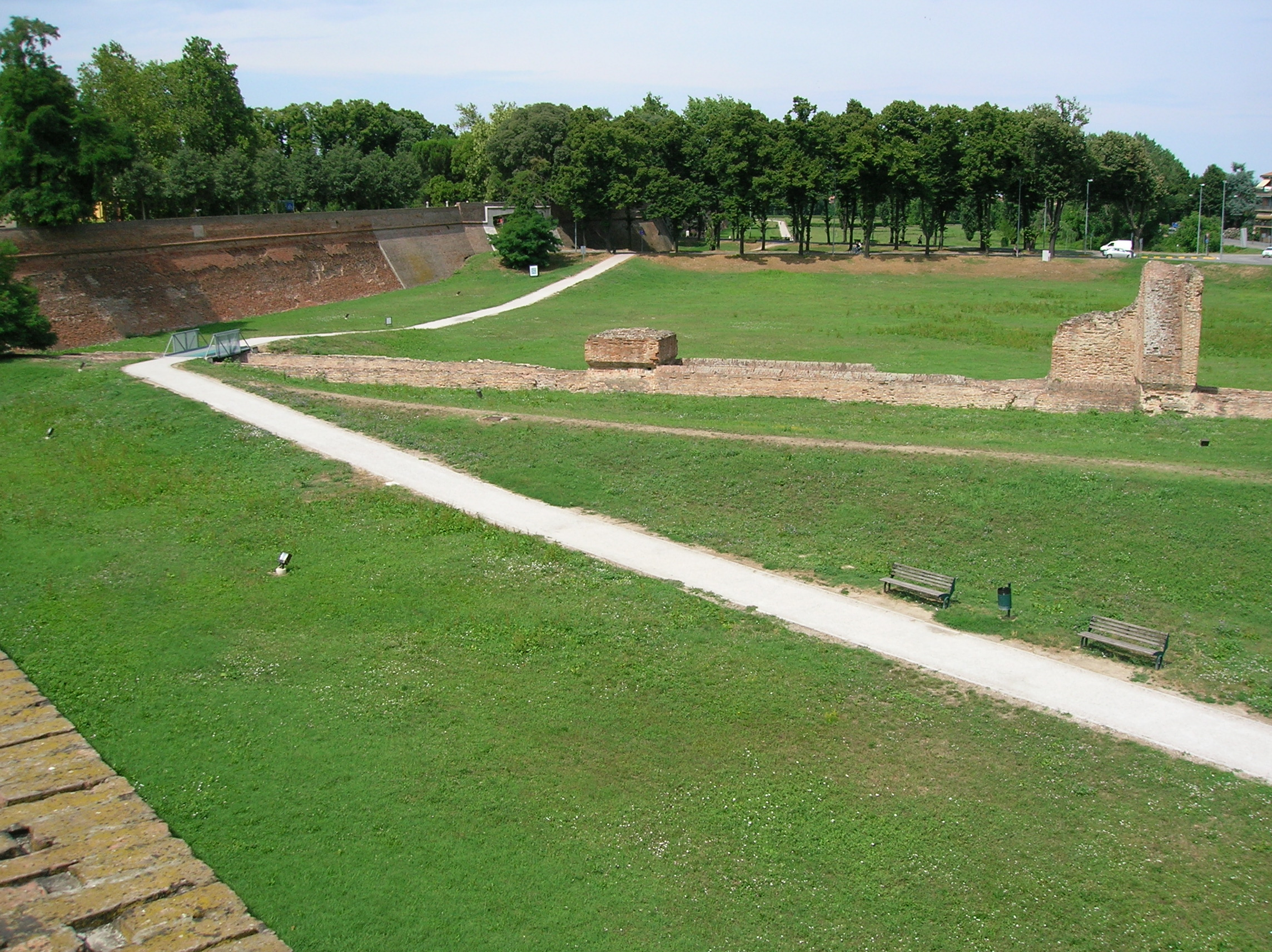
Une partie des Mura di Ferrara

Le Mura di Ferrara, sont les fortifications de la ville de Ferrare. Elle ceinture la ville historique sous une forme vaguement triangulaire.
D'une longueur  de 9 kilomètres, elles datent initialement du Moyen Âge et ont été complétées aux XVe et XVIe siècles, par des talus, nécessaires pour contrer la présence systématique des armes à feu (armi da fuoco) chez l'ennemi.

## Sources
- (it) Cet article est partiellement ou en totalité issu de l’article de Wikipédia en italien intitulé « Mura di Ferrara » (voir la liste des auteurs).